# Ulassai
Ulassai (Ulassa in sardo) è un comune italiano di 1365 abitanti della provincia dell'Ogliastra in Sardegna.

## Geografia fisica

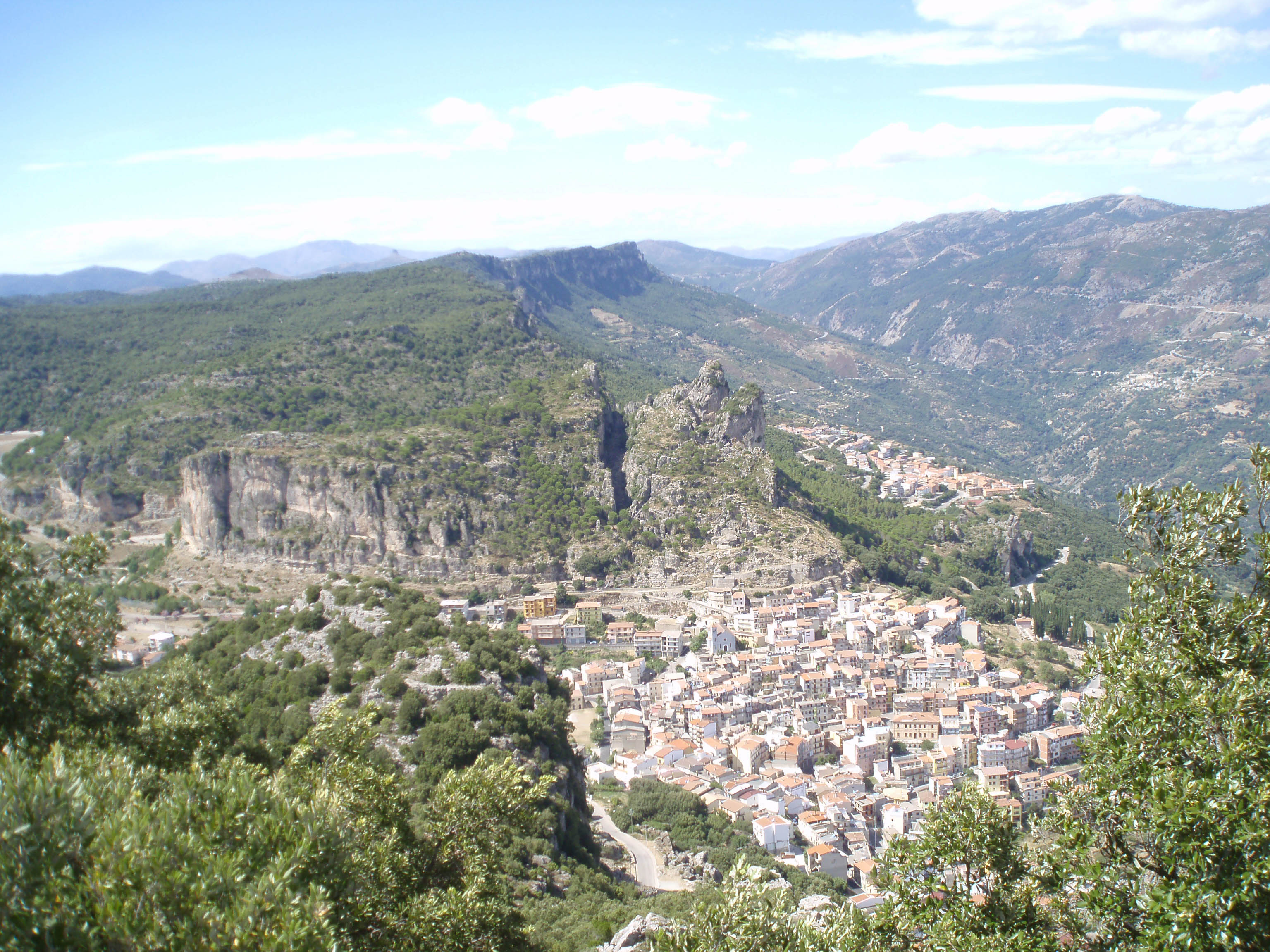
Ulassai visto dal Bruncu Matzeu, la cima più alta del Monte Tisiddu. Il comune è rinomato per le pareti rocciose utilizzate per l'arrampicata sportiva.

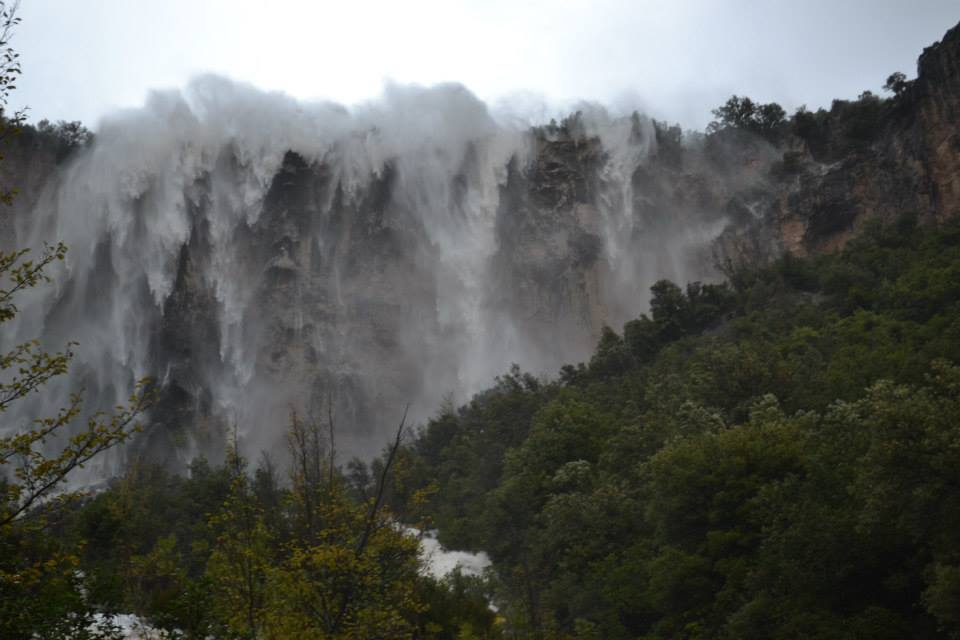
Cascate di Lequarci viste durante le piene invernali.

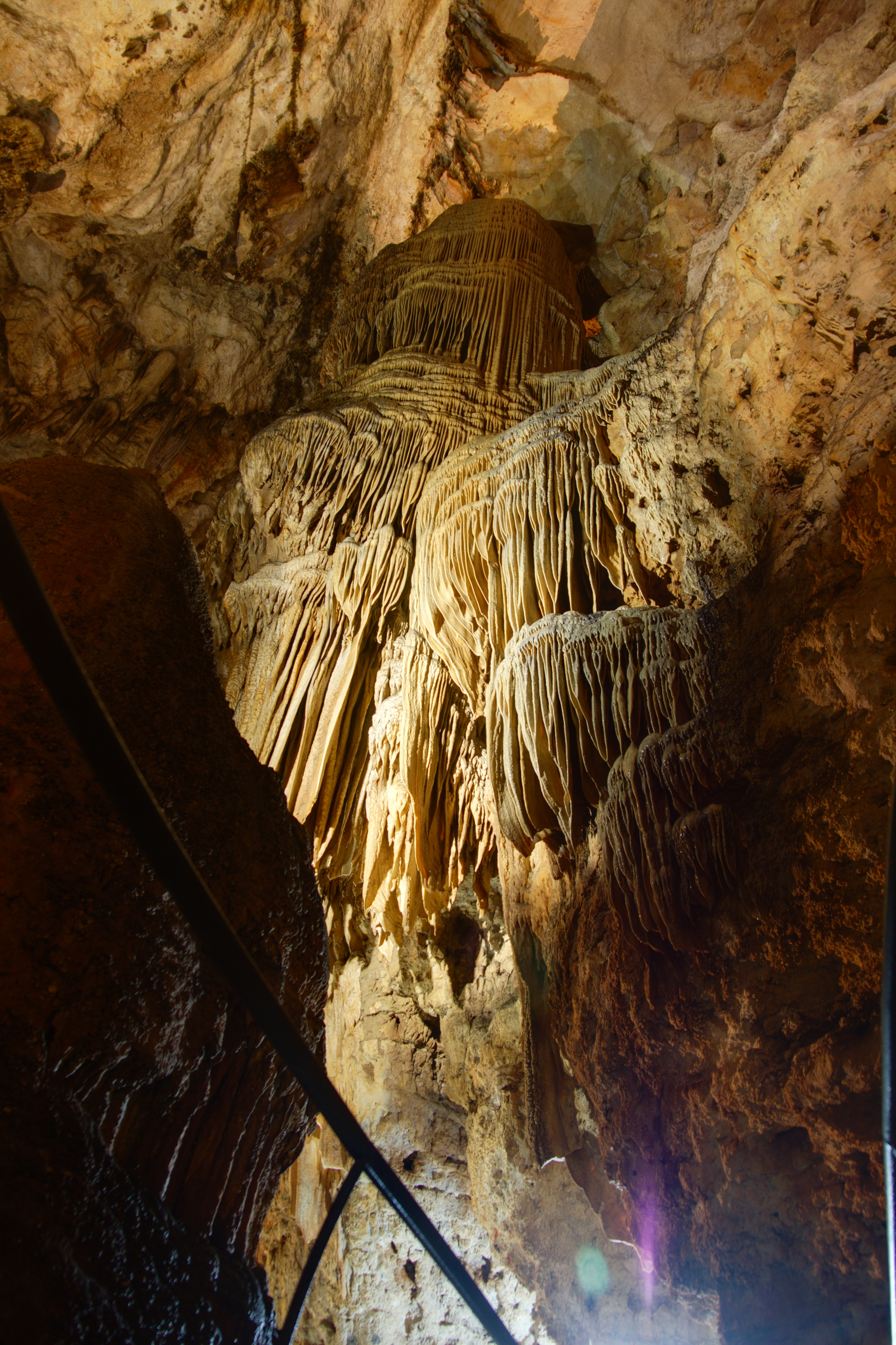
Grotta di Su Marmuri

### Territorio
Ulassai è situata nel cuore della sub regione barbaricina dell'Ogliastra, con i suoi 775 metri sul livello del mare è il paese più alto dell'Ogliastra. Il suo territorio comunale si estende per 122 km², dal paese fino al confine con la Barbagia di Seùlo e a sud in un piccolo lembo con la Provincia di Cagliari. Il centro abitato appare incassato fra il grande complesso del Tacco di Ulassai a nord e l'imponente Monte Tisiddu a sud: alle pendici del Tacco di Ulassai vi si trova un complesso sistema di grotte, la più famosa delle quali, la Grotta di Su Marmuri con i suoi 1000 metri di lunghezza e le sue concrezioni interne, è la principale meta turistica dell'intera Vallata del Pardu; da queste grotte in periodi di intensa piovosità fuoriescono da un versante più a valle le imponenti Cascate di Lecorci. Nelle foreste sempreverdi dei Tacchi vive una ricca fauna, protetta dalla recente istituzione dell'Oasi faunistica di Girisai. A sud, il paese è dominato dagli altissimi dirupi del Monte Tisiddu e della sua cima più alta, il Bruncu Matzeu, dalla cui cima, a 957 metri di altezza, nei giorni di bel tempo si può vedere il Massiccio del Gennargentu. A est, la valle del Rio Pardu è coltivata a uliveti; a ovest, una strada segue il lato sud del Tacco di Ulassai, proseguendo ai piedi del grande Tacco di Su Àccara, con la sua punta "Seccu" di 1.000 metri, la più alta del territorio comunale, giungendo in località Santa Barbara, ove sorge una chiesa campestre del 1600, e le loggette ai fianchi "is cumbessias", località conosciuta soprattutto per le grandi cascate di Lequarci che durante la stagione delle piogge riversano a valle le acque dell'intero Taccu soprastante.
Il territorio comunale poi si snoda verso sud, attraversando diverse vallate, tra le quali quella del Flumineddu e del Rio Su Luda, popolato da numerosi pastori ulassesi, in un'area dominato dal cisto e dai numerosi campi arati per i pascoli, si scorge Monte Codi che in inverno sono frequenti abbondanti nevicate, talvolta interrotto dai rimboschimenti di pini nelle quote più elevate; la lunga fascia in comune di Ulassai si interpone poi fra i comuni di Jerzu e di Perdasdefogu, allargandosi infine nello sconfinato e disabitato altopiano di Quirra.
Nel territorio è presente una diga molto grande che prende il nome dall'omonimo fiume di Flumineddu.

## Origini del nome
Il primo documento del paese risale al 1217 dove il paese stesso veniva chiamato Ulazzai, un centinaio di anni dopo si chiamava Ulusai e poi Ulassa. L'origine del nome secondo alcuni studiosi antichi tra i quali lo Spanu ritengono che derivi dal fenicio alaz che significa luogo caldo, secondo altri dal latino gula-assa cioè gola tra le rocce.

## Storia

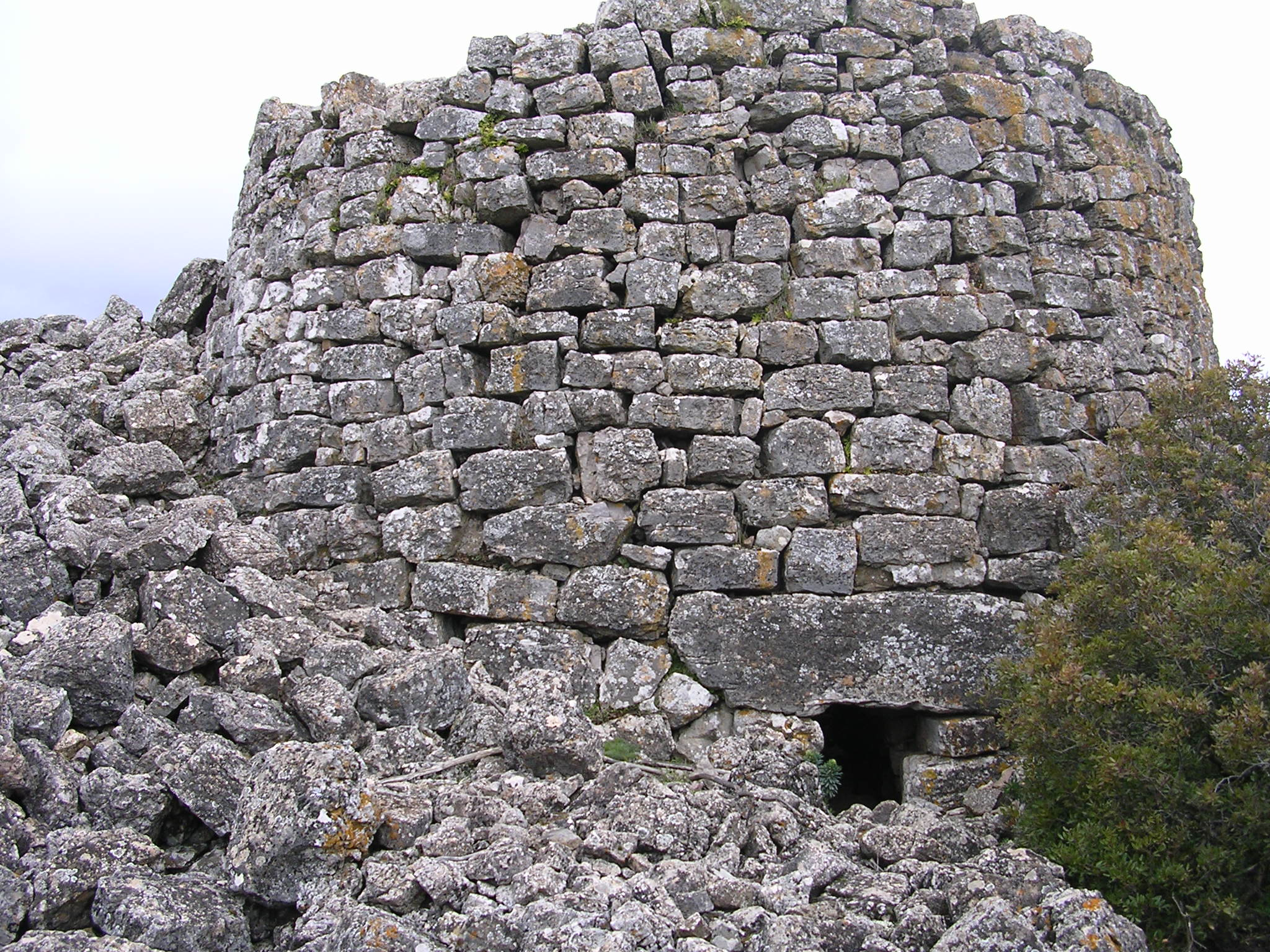
Nuraghe s'Ulimu di Ulassai

Sono ancora presenti nel vasto territorio comunale diversi insediamenti nuragici alcuni distrutti altri ancora in buono stato, come il caso dei nuraghi di S'Ulimu, Seddurrulu, e le tombe dei giganti di Bau 'e Tuvulu. Nel territorio poi è compreso un abitato di origine nuragica ormai distrutto, "Lessei", sino al 1350 ancora abitato, infatti è registrato che nel 1328 pagava i diritti feudali alla Barbagia di Seùlo. Durante il periodo medievale Ulassai faceva parte del giudicato di Calari, nella curatoria dell'Ogliastra, in un secondo momento con la tripartizione del giudicato, siamo nel 1258, il paese divenne parte del giudicato di Gallura. Dopo 30 anni divenne un possedimento della repubblica di Pisa. Nel 1325 passò agli aragonesi che loro stessi concessero insieme con tutti i paesi ogliastrini attuali al conte Berengario Carroz di Quirra. In questo momento delicato della storia sarda a causa di una violenta guerra civile tra gli arborensi e il regno di Sardegna Ulassai passò per un certo periodo al giudicato di Arborea.
Tornò ai Carroz nel 1502, e dopo circa 80 anni da quella data i Sindaci dell'Ogliastra, riuniti in parlamento a Tortolì chiesero l'intervento dei suddetti Conti per colmare gli scontri violentissimi tra pastori ulassesi ed esterzilesi per le terre di Pauli, i Conti restituirono i salti agli ulassesi ma gli scontri si ripeterono sino alla fine dell'Ottocento, provocando centinaia di vittime. L'ultima erede Violante concesse il villaggio ai Centelles che nel 1604 divennero marchesi di Quirra. Nel 1674 la famiglia Centelles si estinse e Quirra passò ai Borgia. Nel 1726 passò ai Català, ed infine agli Osorio fino al 1839, quando venne riscattato come dipartimento d'Ogliastra insieme ad altri venti paesi, per divenire un Comune amministrato da un sindaco e da un consiglio comunale.
La storia di Ulassai nonostante tutti i vari passaggi è stata una semplice storia di pastori, il paese sino alla fine dell'Ottocento non era collegato da nessuna strada verso l'esterno della zona d'Ogliastra, solo nel 1893 attraverso il tracciato ferroviario si poteva avere collegamenti con Cagliari.
Per via dell'isolamento la storia del paese e di quelli limitrofi è stata caratterizzata quasi esclusivamente da fenomeni di banditismo. Tracce di documentazione significativa della storia del paese sono presenti negli studi di autorevoli studiosi, esploratori, come il Max Leopold Wagner, Giovanni Spano, Vittorio Angius Casalis, Alberto La Marmora.

### Banditismo a Ulassai
Tra l'Ottocento e la prima metà del Novecento il paese fu interessato da fenomeni di banditismo, per cui si ricordano:
- Antonio Cannas noto "Trappanti" bandito efferato della prima metà dell'Ottocento, commise diversi reati e 11 omicidi, ucciso insieme con il fratello Luigi nella faida del 1827 contro i fratelli Puddu noti "Billeddu"
- Famiglia Puddu "Billeddu", composta da: Liberato Puddu, Giovanni Puddu, Valentino Puddu e Antonio Puddu, erano banditi efferati, si muovevano nel territorio "quadrigliati", e furono coinvolti in ben 5 omicidi e svariati furti, arrestati e condannati a morte, vennero impiccati e smembrati nella pubblica piazza di Barigau nel febbraio del 1828.
- Agostino Tolu, omonimo del bandito Agostino Tolu sempre di Ulassai che venne condannato a morte nel 1829 a Lanusei. Nato a Ulassai nei primi dell'Ottocento, datosi alla macchia per l'assassinio di Giuseppe Sirigu e altre grassazioni, arrestato il 1º ottobre del 1851 dopo due tentativi mal riusciti che causarono la morte di Camillo Tolu suo fratello, e Raffaele Lai suo complice.
- Francesco Usai noto "Meurra", bandito efferato della seconda metà dell'Ottocento, si dà alla macchia nel 1882 dopo la bardana di Montenarba, nella quale uccide l'impiegato Pietro manca, in cui muore nello scontro a fuoco il fratello Giovanni, nella latitanza commette ogni sorta di reati, compresi 5 omicidi, diventando uno dei banditi più pericolosi del circondario. Sulla sua testa viene posta una taglia di 200 lire e venendo catturato il 19 agosto dell'anno successivo a S'abba Cannas in territorio di Ulassai.
- In località "su Eremuli", nell'ovile di capre poi dismesso, in un luogo privo di strade, habitat ideale di latitanti, venne ucciso, nel 1928, il bandito Samuele Stochino di Arzana: "la Tigre d'Ogliastra". Trasportato in località "s'Orgiola 'e sa perda" sempre in agro di Ulassai (esattamente nell'altopiano di Taccu), venne prelevato il suo cadavere dai carabinieri e portato al cimitero di Ulassai, dove gli fu fatta l'autopsia e il successivo trasferimento alla città di Cagliari. Tale luogo è rimasto così come allora, accanto al suddetto ovile c'è ancora la grotta dove il bandito si rifugiava sino alla sua uccisione. Tutti gli ulassesi che fecero parte del complotto vennero tragicamente uccisi negli anni a seguire.
- Antonio Pilia noto "Caffeu" nato a Ulassai agli inizi del Novecento, datosi alla macchia dopo l'uccisione di Samuele Stochino, alcuni presumono fosse suo complice, venne trovato morto, trucidato in località Gertassu agro di Ulassai nel 1952.

### Simboli
Lo stemma e il gonfalone del comune di Ulassai sono stati concessi con decreto del presidente della Repubblica del 19 marzo 2014.
Il gonfalone è un drappo tagliato di azzurro e di bianco.

## Monumenti e luoghi d'interesse

### Architetture religiose
- Chiesa di San Sebastiano del 1600.
- Cimitero antico (1885 circa).

#### Complesso bizantino di Santa Barbara
Questa chiesa campestre è ubicata a circa 7 km da Ulassai, intorno alla chiesa troviamo una sorta di portico edificato in tarda epoca romana, "Is Cumbessias" che servivano da alloggi per i pastori e le persone venute del paese per partecipare alle festività che duravano una settimana circa. Nella parte più a sud del complesso è ancora presente l'antico recinto murario dove venivano munte le pecore e le capre della santa, si chiama ancora oggi "sa Corte 'e sa Santa"

### Architetture civili
- Palazzo Comunale (Ulassai)
- Casa Cannas, antico mulino 1900, ora sede del museo d'arte contemporanea CaMuC.
- Archi antichi di Barigau e Biddemeri.
- Casa del Fascio, 1930 circa, ora asilo e sala convegni polifunzionale, centro di aggregazione sociale.

### Fontane

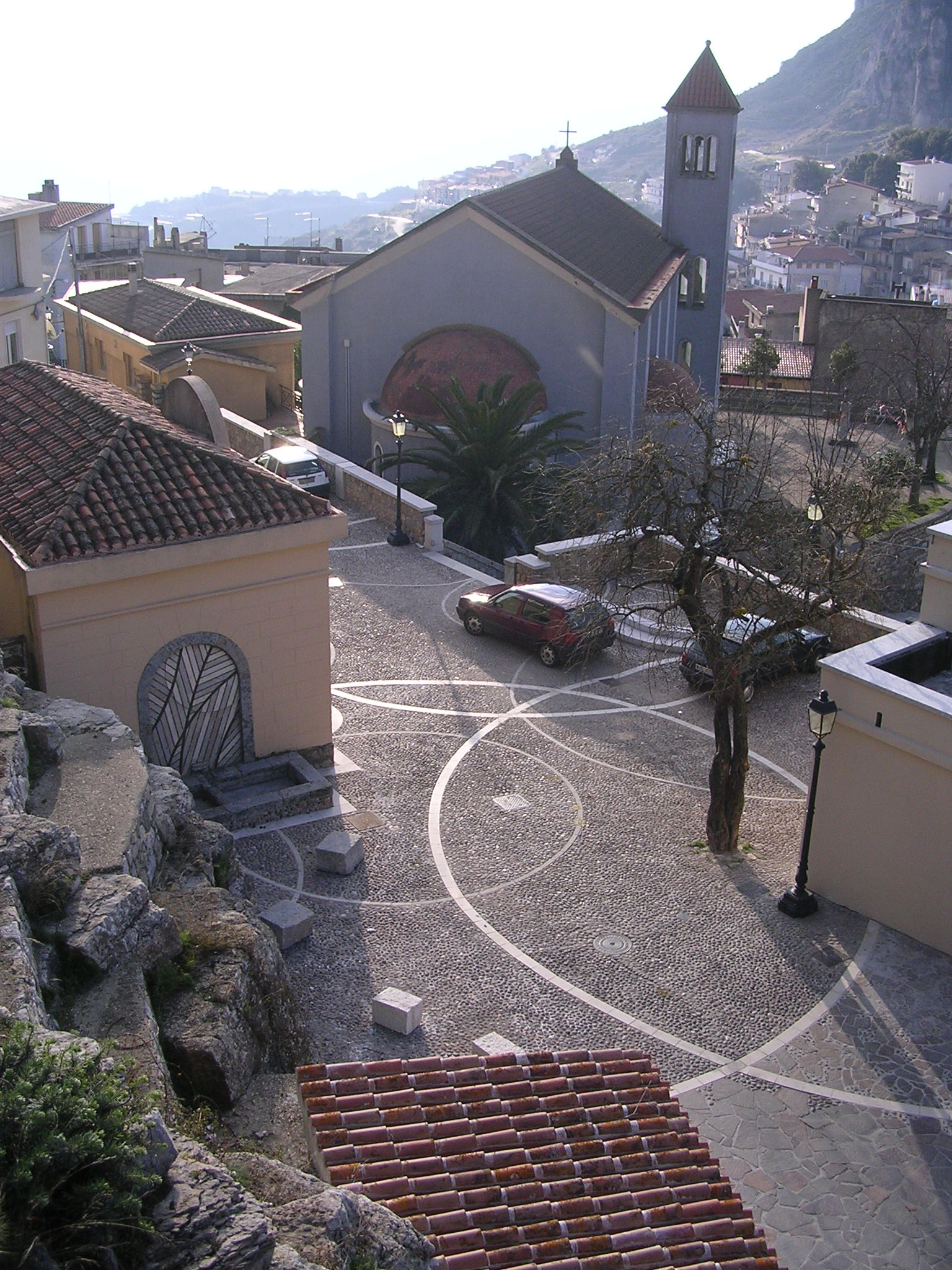
Lavatoio comunale visto dall'alto

Le fontane sono state di fondamentale importanza nel paese, è proprio da esse che è nato il paese stesso. Nel centro abitato se ne contano diverse: la più importante è sa "Funtana 'e s'era" fontana dell'edera, conosciuta anche come "Funtana 'e susu", sorge in una parete del lavatoio comunale, divenuta fulcro dell'intero impianto compositivo dell'opera di Luigi Veronesi., "Fontana della Sorgente". Al ricordo d'uomo e di tante generazioni, tale fontana è perenne, non si è mai seccata, anticamente era importante per la suddivisione dell'irrigazione degl'orti di Comidalecca, is Molinusu 'e Surderas. Di rilievo c'è sa "Funtana 'e Coccori", utilizzata maggiormente nei tempi passati come abbeveratoio di mucche e cavalli, abbellita ultimamente dall'opera scultorea in omaggio allo scautismo. Importante è anche sa "Funtana 'e serì", la cui acqua era usata anticamente per la panificazione. Dentro l'abitato vero e proprio c'è sa Funtana 'e Aledda, la quale è presente in diverse scene di alcuni film e documentari regionali. Sopra il vicinato di Bidda 'e meri c'è Funtana e Marcu. Le fontane scomparse dentro l'abitato sono: Funtana 'e Ferreli e Funtana 'e su Laueru.

### Siti archeologici
- Nuraghe s'Ulimu
- Nuraghe Pranu
- Nuraghe Cea Arcis
- Nuraghe Crabas
- Fortezza nuragica di Seroni
- Domus de Janas sa Crabiola

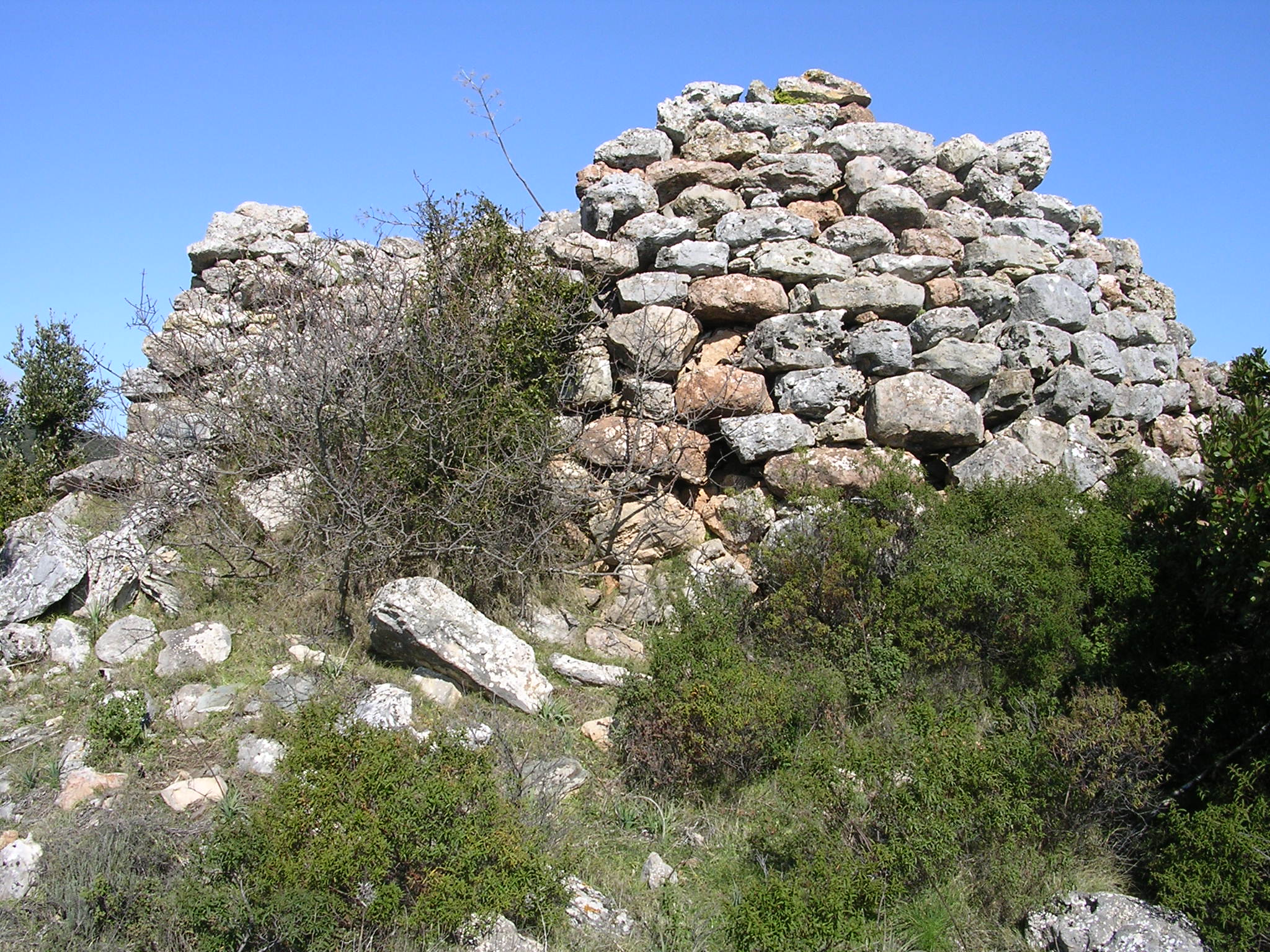
Nuraghe Pranu di Ulassai

- Piccolo tratto di strada romana località Marosini

### Aree naturali

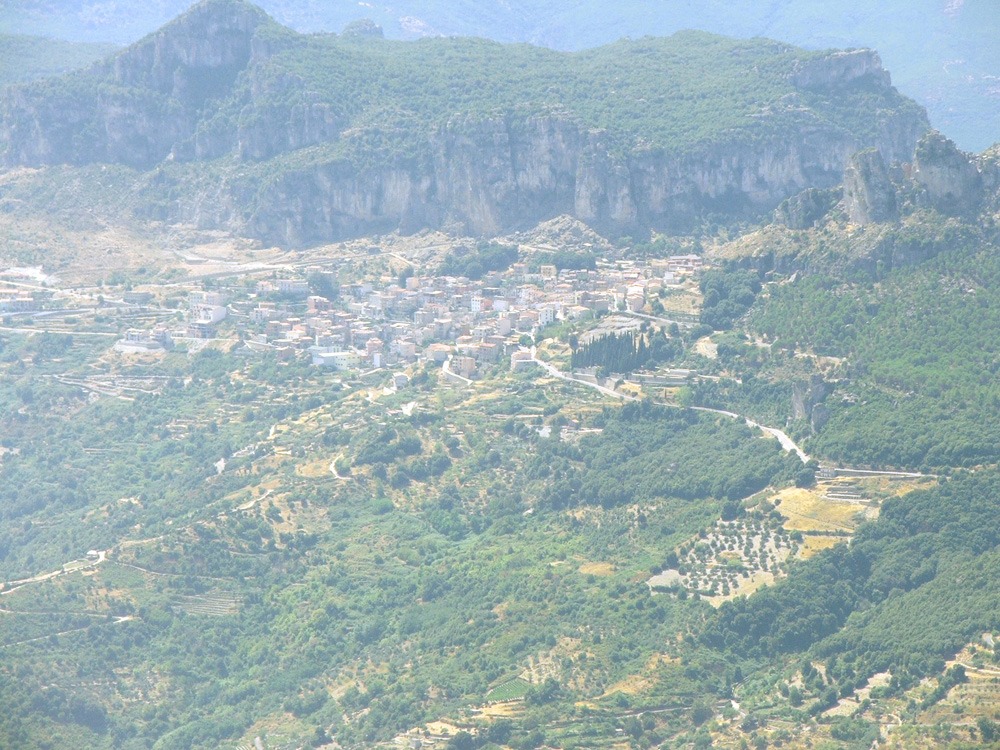
Ulassai visto dal monte Tricoli

- Parco Naturale Regionale dei Tacchi
- Cascate di Lequarci
- Grotta di Su Marmuri

## Società

### Longevità
Ulassai fa parte insieme con gli altri centri dell'Ogliastra montana della cosiddetta Zona blu internazionale.

### Evoluzione demografica
Abitanti censiti

### Lingue e dialetti
A Ulassai si parla l'Ogliastrino, o meglio definito come Barbaricino orientale, essendo un paese molto conservativo ha diversi termini e modi di dire, che sono riscontrabili solo all'interno della parlata del paese stesso.
l'Ogliastrino viene individuata come lingua che affonda le origini al campidanese arcaico, ma essendo l'Ogliastra una Barbagia, conserva anche diverse etimologie barbaricine.

### Tradizioni e folclore

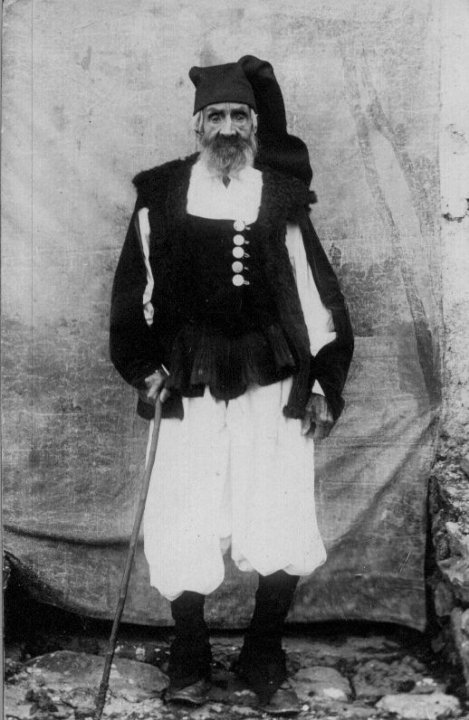
Anziano ultranovantenne di Ulassai vestito in abito tradizionale, foto degli anni cinquanta

#### Questua de "is Animas"
Anche a Ulassai il giorno di Ognissanti si svolgono le celebrazioni che hanno strette similitudini con la tipica festa di Halloween d'oltreoceano. La mattina del primo di novembre i bambini bussano di porta in porta con il classico sacco di stoffa nelle spalle chiedendo doni e dolci per "is Animas". Ai bambini viene donato il pane o i dolci preparati in casa come le pabassinas a cui vengono aggiunti poi altri doni come le melagrane, le castagne, la frutta secca e dolci commerciali.
Un tempo era tradizione anche preparare le "Concar de mortu" (le teste dei morti), ovvero zucche intagliate a forma di teschio, illuminate da una candela.
Come tradizione era l'unica occasione dell'anno nella quale si preparavano i tipici "culurgionis". Anticamente, oltre alla questua de "is animas" erano presenti altre questue denominate: "is Istrinas" per Natale, "su Maideu" per il primo dell'anno e "su Maimulu" per Carnevale.

#### Il carnevale (su Maimulu)
Sino a ora, uno dei più autentici carnevali ogliastrini con le maschere tipiche, si trova a Ulassai, ha inizio la notte di San Sebastiano e termina il martedì grasso. Il carnevale viene denominato "su Maimulu" che è anche la maschera tipica più rappresentativa. Costituita da una grossa pelle e diversi campanacci sulla schiena è seguita dalle altre maschere quali: sa Ingrastula, sa Martinicca, il fantoccio "su Martisberri", s'ursu e un numeroso gruppo di Assogadoris. In questi giorni le maschere escono per questuare nelle case. Termina il giorno di martedì grasso "Martisberri" con la condanna del fantoccio e la sua aspersione nel grande fuoco. Le dinamiche del carnevale in questione erano fortemente sentite e praticate sino agli anni quaranta, successivamente rimasero in uso solo figure come sa Ingrastula, l'utilizzo dell'asinello da trasporto, e in alcune annate, gli uomini provvisti di lazzi is Assogadoris.

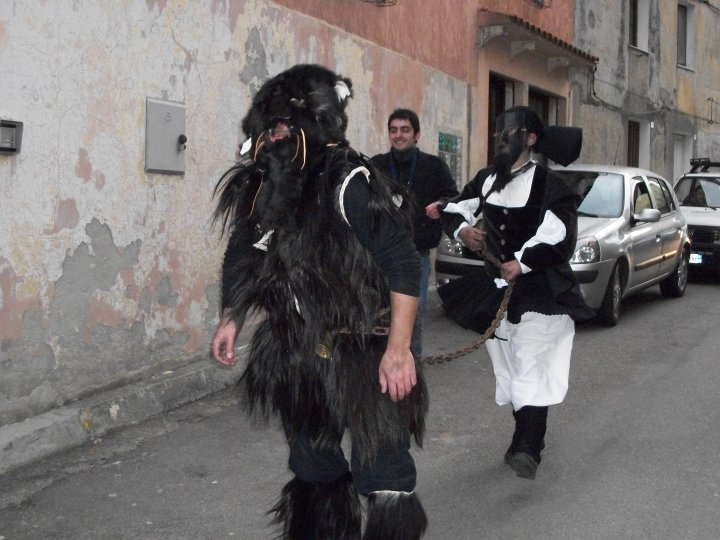
Su Maimulu, maschere dell'antico carnevale di Ulassai

#### Su Ballu 'e Ulassa
Su ballu 'e Ulassa (ballo di Ulassai) si fonda sui ritmi del ballo ogliastrino, è costituito sostanzialmente da tre tempi diversi detti: Picchiadasa "su primu pè, su de dus peisi, e sa serrada", i primi due sono uguali, il terzo scandisce la chiusura, l'unione di questi tre tempi forma la cosiddetta "noda". Su Ballu Ulassa ha come base il componimento del passu trese, il ballerino parte nel primo tempo con il piede sinistro, inserendo dei passi intermedi che portano un'evoluzione al ballo stesso chiamata (passu sesi). Nel ballo si procede avanti nel primo tempo, si punta nel secondo e si retrocede nel terzo, e poi si ricomincia. Tale ballo viene esibito sia in coppia con la donna che tra uomini, può essere serio ma anche molto ritmato.

## Cultura
Il Paese da sempre ha dato molta importanza allo studio, buona parte delle famiglie del paese vantano un elevato numero di laureati inoltre Ulassai ha dato i natali a diversi personaggi illustri di importanza Nazionale ed Internazionale e già da tempo ha creato diversi siti d'interesse riconosciuti a livello Nazionale.

### Istruzione

#### Musei

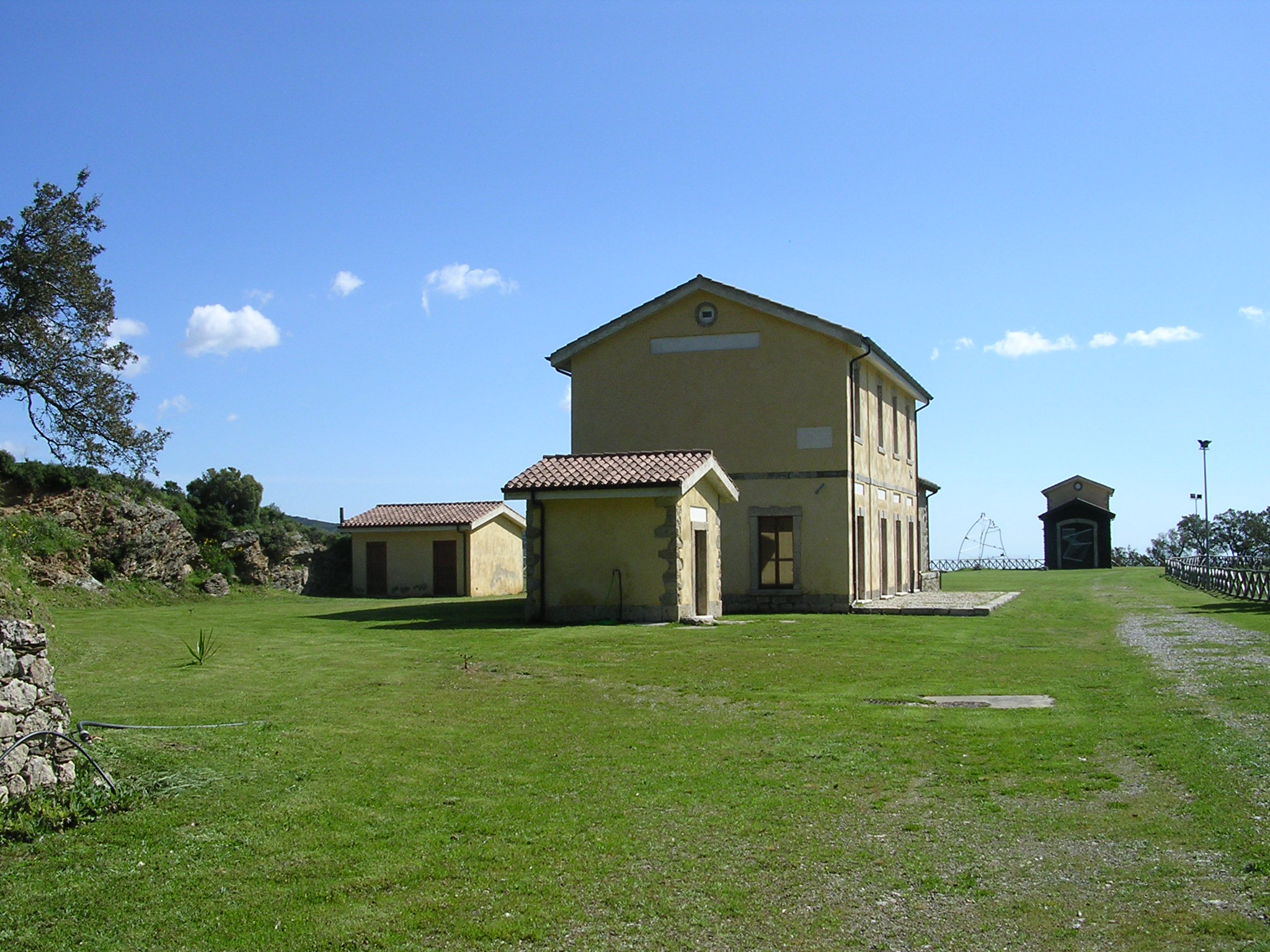
Museo di Arte Contemporanea Fondazione Stazione dell'arte (Maria Lai)

- Stazione dell'arte (museo di arte contemporanea, sito, ex stazione ferroviaria).
- CaMuC (museo arte contemporanea, sito, ex Casa Cannas)
- Collezione fotografica Virgilio Lai, costituita da oltre 7000 fotografie che documentano la vita agropastorale del paese di Ulassai, dei paesi limitrofi e di tutto l'operato e il percorso creativo del fotografo, custodita presso il Comune di Ulassai.
- Collezione fotografica Sa perda e su entu, oltre un centinaio di fotografie del paese di Ulassai degli inizi del Novecento custodite presso la Biblioteca comunale di Ulassai.
- Collezione d'Arte (il museo Stazione dell'Arte "Maria Lai" possiede un'importante collezione di opere d'Arte, oltre alle opere di Maria Lai conserva opere di importanti artisti tra cui Guido Strazza, Igino Panzino, Antonio Marras, Costantino Nivola, Renato Restelli, Virginia Siddi e Alberto Marci).

##### Museo a cielo aperto di Ulassai
Il Museo a cielo aperto nasce dopo l'importante operazione sul territorio detta anche Opera Comunitaria di Legarsi alla Montagna di Maria Lai nel 1981.

### Arte

#### Importanti performance artistiche tenutesi a Ulassai
- Legarsi alla montagna 1981 di Maria Lai
- InterVento 1982 di Ettore Consolazione
- Cuore mio 2019 di Marcello Maloberti

### Cucina

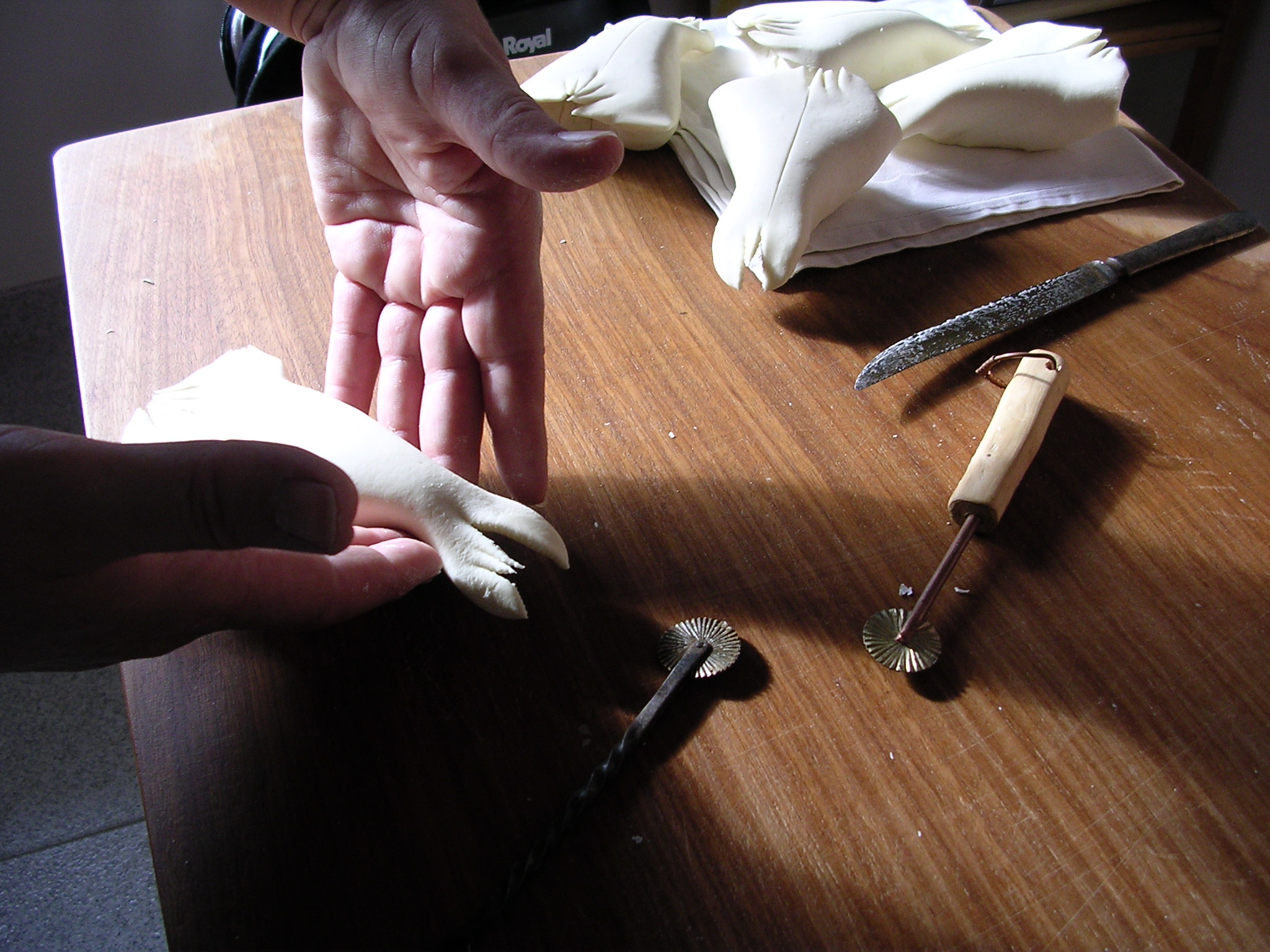
Lavorazione del pane tradizionale di Ulassai

Per quanto riguarda la panificazione, ci sono diversi tipi di pane, il paese custodisce i segreti del "pane pintau" o "pane 'e coia", il cosiddetto pane bianco per i matrimoni, dalle arcaiche forme come "s'appintau a mossiu", "su caboniscu" ecc. Su "pane 'e gida" il pane della settimana, che consumano tuttora i pastori quando sono in campagna, e anche la gente comune, da cui si ricava su "pane incasau" e su "pane frittu", mentre "su pane 'e inu cottu", detto anche "panini cottu" unico e particolare è realizzato più come un dolce per occasioni di festa e di matrimoni; seguono gli altri più comuni come "su civargiu" o "moddissosu" e su pistocu a sfoglie rettangolari. In ogni casa del paese c'è il forno a legna e da esso si sfornano anche i dolci tipici quali: is pabassinasa, is pardulasa, di importazione is amarettusu e su gattò "gatheau". Ottimi sono i vini Cannonau della Valle del Pardu sottostante e della zona di Pauli e Gertassu, i quali servono soprattutto per la Cantina Sociale di Jerzu, il miele amaro di corbezzolo, e l'olio d'oliva.
Diversi pastori ancora oggi producono il loro formaggio pecorino soprattutto di capra, producono "su cagliu", su "casu agedu" e su "fiscidu" o "casu 'e merca".
Tipici del paese, ma anche dell'intera zona ogliastrina sono i culurgiones a "ispighitta", di menta e patata, e quelli di forma quadrata "culurgiones a tenda", si cucinano in diversi modi, sia al sugo che in bianco con un po' di olio d'oliva e formaggio grattugiato, oppure fatti all'antica, cioè cotti nella cenere del camino, bagnati da un po' di olio d'oliva "ogliu ermanu", e degustati senza piatto e forchetta, poi seguono "ir marracconir de ungula", "sa coccoi prena" di patate e menta, e "sa coccoi e corcoriga" tipiche della zona ogliastrina.
I formaggi sono rinomati e sono prevalentemente di capra e pecora, e dei latticini si produce su Casu agedu e da questo su Fiscidu.
Gli arrosti sono allo spiedo, di capra, di pecora, di manzo e infine di maialetto "pessa 'e coppiu", con l'arcaica tecnica de "su furria furria".
IL paese è molto apprezzato anche per la produzione del prosciutti e salami casarecci, e per un particolare tipo di acquavite " s'Imbestussu" o "Abbardente cun meli".
Anticamente come i paesi vicini della Valle del Pardu si produceva il Pane di ghiande, Pani e landi, usato sino agli inizi del Novecento e poi lentamente abbandonato per il pane odierno.

### Eventi

#### Festa in onore di Santa Barbara
La festa campestre cade la 3ª domenica di maggio. Santa Barbara è la festa più sentita dagli ulassesi.

##### Storia
Intorno al 1600 si è avviata una fase di indipendenza degli obrieri, questa loro indipendenza è stata agevolata dalla formazione di una vera e propria associazione, con tanto di statuto. Tale associazione prese il nome di Opera Santa Barbara.
L'Opera in quei tempi fungeva da banca di credito, infatti disponeva di ingenti quantità di denaro e ingenti quantità materiali tale grano, bestiame, terreni ecc. Il compito dell'Opera era quello di prestare alle persone del paese una porzione dei suoi beni per poi essere restituiti negli anni a seguire ad un bassissimo tasso di interesse (5 mousu de trigu po 60 chi pigada) ogni singolo "prestito" veniva registrato nei rispettivi registri che sono ancora integri e conservati gelosamente dai comitati biennali dell'Opera.
Fino al 1881, presso la chiesa di Santa Barbara, si svolgevano due feste: quella della Beata Vergine delle Grazie che si svolgeva la terza domenica di maggio, e quella di Santa Barbara l'11 di agosto. Ma con l'andare del tempo, due feste dovettero sembrare troppo dispendiose. Si decise allora (nel 1882) di fare di due feste una, conservando quella di maggio, evidentemente la più frequentata, ma trasferendo in essa il culto di Santa Barbara (in quanto santa taumaturgica).
In epoca moderna le festività durano dal venerdì della terza settimana di maggio fino alla domenica che segue.
Il venerdì oltre ai balli in piazza si ha una gara poetica in sardo.
Il sabato dopo la SS. Messa segue la processione per le vie del paese, accompagnata dalle launeddas e dai gruppi folk, poi si parte con il Santo Simulacro per Santa Barbara, verso sera si procede con la degustazione dei prodotti tipici e della carne arrosto; durante la serata si esibiscono i gruppi folk in piazza e il gruppo musicale.
La domenica Santa Messa a Santa Barbara, pranzo al sacco all'interno de "is cumbessias", seguono i balli in piazza e giochi per bambini.

##### Il rientro ad Ulassai
Anticamente le famiglie erano solite fermarsi a metà strada per ballare e riposarsi dal viaggio nella località "su Monte 'e is Baddadoris".
In epoca moderna la festa si conclude con gli effetti pirotecnici dei fuochi d'artificio. Poiché il paese giace a ridosso delle imponenti e vertiginose pareti calcaree dei tacchi, i fuochi in onore della santa restituiscono stupore, meraviglia e rimbombi unici che non possono riproporsi in altri luoghi vicini. A partire dall'anno 2008 i fuochi in onore a Santa Barbara sono diventati un'attrattiva peculiare e decisiva per il paese di Ulassai.

### Altre festività ed eventi
- 20 gennaio: fuoco in onore di San Sebastiano;
- Riti della Settimana Santa: escono i giovani con le "Matraccas" e "Tombus";
- Terza domenica di maggio: festa campestre Santa Barbara, con Sagra dell'arrosto di capra e degustazione prodotti tipici locali;
- Primi di luglio: sagra dei prodotti tipici Folk e Sapori;
- 15 agosto: festa dell'Assunta;
- 8 settembre: festa della Vergine di Monserrato Santa Maria. Particolare per l'antico gioco agropastorale de "sa pesa 'e sa craba" e dei vari giochi antichi in piazza Barigau;
- Concorso regionale di poesia sard, "Istillas de Lentore", il primo e unico in Ogliastra, organizzato dall'associazione culturale ulassese "Sa Perda e su Entu";
- Festival dei Tacchi: prima settimana di agosto si svolge l'importante festival teatrale a valenza nazionale sia alla Stazione dell'arte che negli spazi del Centro di Aggregazione Barigau, organizzati dal Cada Die Teatro di Cagliari;
- NurarcheoFestival, festival teatrale di settembre, si svolge presso gli spazi della Stazione dell'arte, organizzata dalla compagnia Il Crogiuolo di Cagliari.

## Geografia antropica

### Rioni del paese
- Su cungiau
- S'ortu 'e sa sala
- Bire ossu
- Bire susu
- S'arcu 'e sa serra
- Mesu idda
- Su muntonargiu
- Barigau
- Bidda 'e meri
- S'americana
- Sa mandara
- Funtana 'e Marcu
- Sa Pira 'e s'erriu
- Coccoreddu
- S'iligi 'e Coccu
- Perdedu
- Su muru 'e porcu
- Funtana 'e serì

## Economia

### Pastorizia, Agricoltura e Apicoltura
La maggior fonte di sostentamento ad Ulassai in passato era la pastorizia, il paese era abitato prevalentemente da pastori o allevatori di capre, pecore, vacche e cavalli. Si è arrivati ad avere ben oltre 35000 capi di bestiame. I pastori nei periodi invernali effettuavano la transumanza, "tramuda" verso i paesi del Campidano, alle volte anche in estate "a sa stula 'e fai" in "lampadas" cioè al maggese delle fave a giugno, e " a sa stula 'e trigu" e al maggese del grano in "orgiolasa" cioè il luglio. Oggi Ulassai gode di una trentina di aziende agropastorali di buon livello.
Oltre alla pastorizia è molto radicata anche l'agricoltura: in passato si vantavano, intorno agli anni quaranta, ben 450 giuoghi di buoi, oggi si trovano sparse diverse vigne, e diversi olivari.
L'apicoltura come la pastorizia e l'agricoltura è sempre stata una fonte di reddito per gli ulassesi e oggi sono presenti nel territorio diverse aziende che trattano il prodotto delle api.

### Artigianato

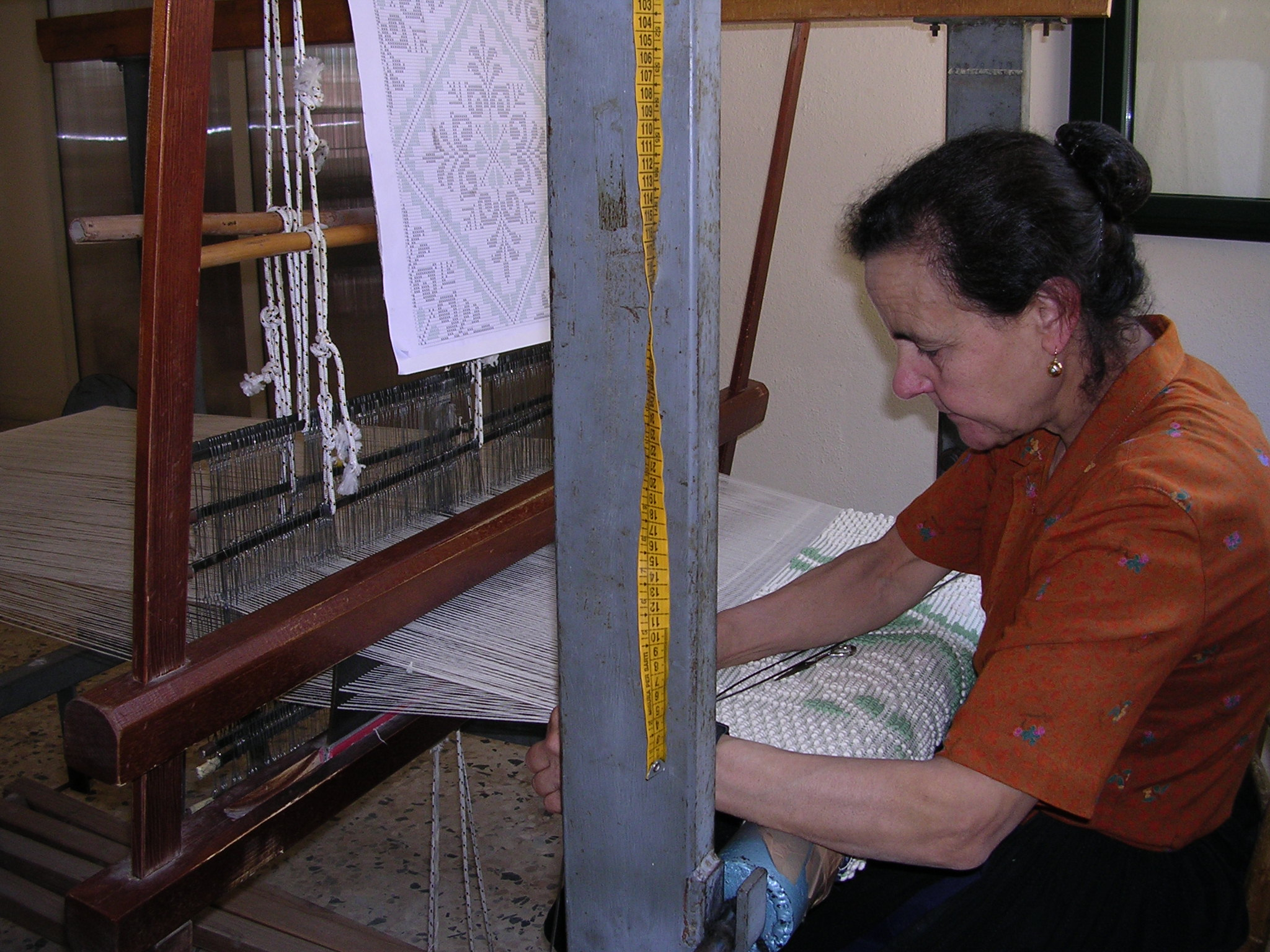
Donna di Ulassai al telaio orizzontale

Il paese di Ulassai è un paese molto tradizionale, è molto conosciuto e apprezzato per il lavoro antichissimo del telaio orizzontale, tra i pochi in Ogliastra. Tante donne del paese ancora oggi custodiscono i telai in casa, anticamente si lavorava con una tecnica chiamata "a preale", oggi soprattutto con quella a "pibionis" più semplice e meno vincolata nelle forme e nelle dimensioni, la tradizione è stata migliorata e valorizzata dal momento in cui diverse donne del paese, intorno agli anni settanta, si sono riunite in una cooperativa di tessitrici, e fondendo tradizione con arte locale hanno favorito il commercio dei prodotti tipici del paese. Molto apprezzata è anche la lavorazione delle bisacce "taschittas", dei "Taglieris" e delle "Stiariccas" di alcuni artigiani del paese.

### Industria

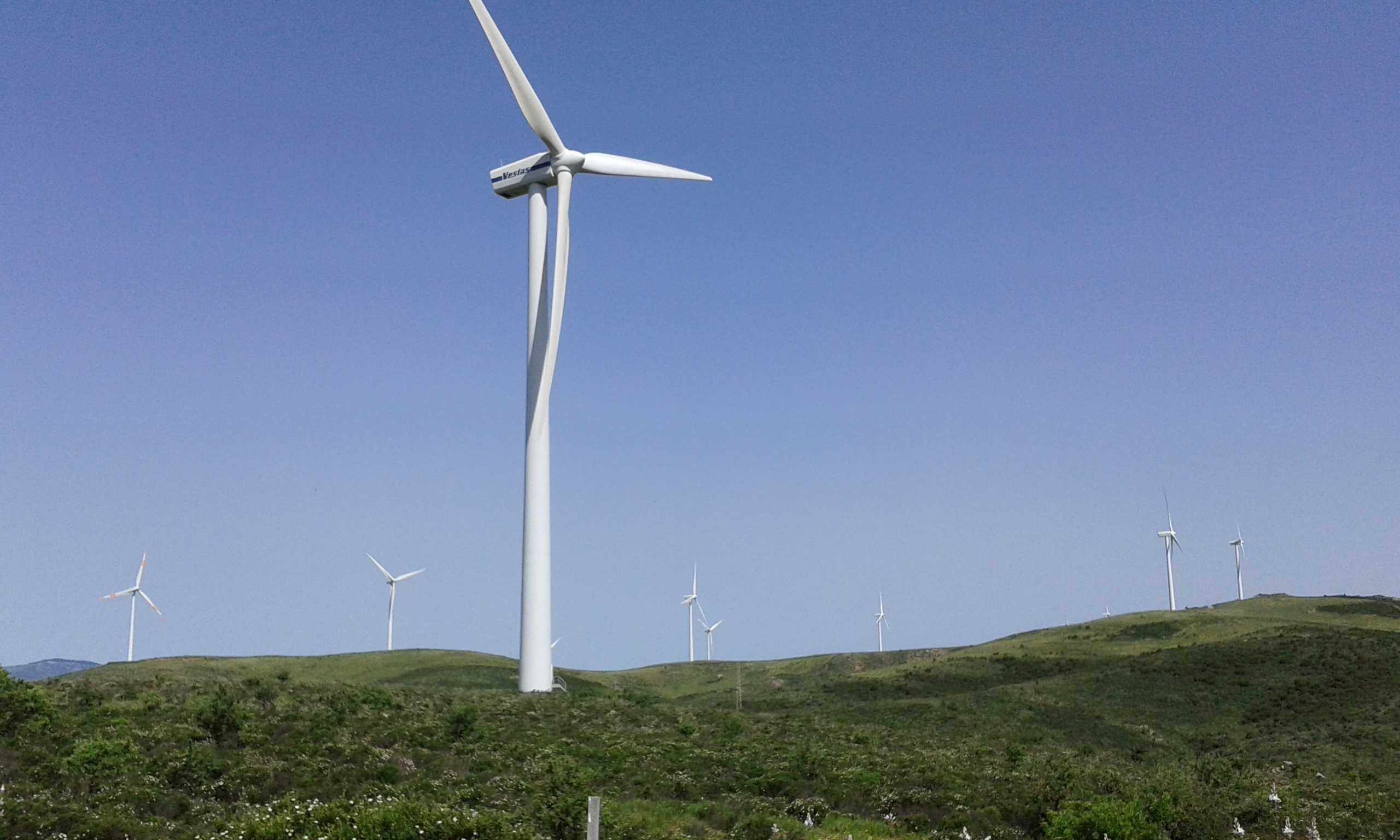
Parco Eolico di Ulassai

Di rilievo ci sono diverse attività nel territorio connesse alla tecnologia in stretto contatto con l'ambiente e la cultura locale come la postazione radar Monte Codi, l'imponente parco eolico di Larensu, gestito dal gruppo Saras e dalla Sardeolica. La postazione radar nasce alla metà degli anni sessanta ed è in stretto collegamento con il Poligono sperimentale e di addestramento interforze di Salto di Quirra di Perdasdefogu, l'energia eolica ha dato 40 posti di lavoro, ha migliorato il territorio agropastorale con l'apertura di nuove strade e l'aratura nelle diverse aree, paga come affitto annuale al Comune di Ulassai oltre 1 milione e mezzo di Euro, la potenza massima erogata è pari a 96 MW. Il Parco è costituito di 48 aerogeneratori al 2018.

### Natura e turismo

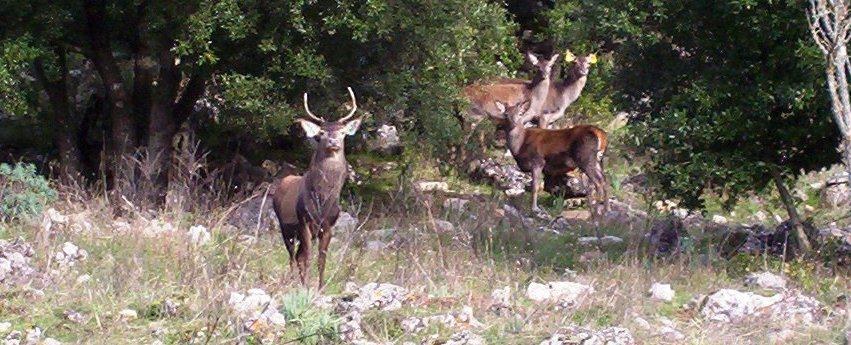
Branco di cervi nel tacco di Ulassai

Dal punto di vista naturalistico, nel paese sono presenti sin dal 1974 i cantieri forestali, dove lavorano circa 125 famiglie ulassesi. I cantieri sono due e si suddividono in quello di Taccu e in quello di Semida-Frasara.
L'oasi faunistica nasce, invece, nel 2005 all'interno di uno di questi, grazie ai cacciatori di Ulassai ed è gestita dalla Provincia di Nuoro. È situata nel cuore della foresta sempreverde del Taccu di Ulassai, vanta di una superficie di circa 1200 ettari e permette la tutela di numerosi mufloni e cervi.
Da alcuni anni il paese sta puntando sul turismo attraverso una buona, ma ancora giovane, rete di alberghi e bed and breakfast, percorsi di arrampicata, trekking e bicicletta elettrica.

## Amministrazione
| Periodo         | Periodo         | Primo cittadino | Partito                            | Carica  | Note   |
| --------------- | --------------- | --------------- | ---------------------------------- | ------- | ------ |
| 6 giugno 1993   | 27 aprile 1997  | Giovanni Soru   | lista eterogenea                   | sindaco | [ 8 ]  |
| 27 aprile 1997  | 13 maggio 2001  | Elio Deidda     | lista civica                       | sindaco | [ 9 ]  |
| 13 maggio 2001  | 29 maggio 2006  | Giovanni Soru   | lista civica                       | sindaco | [ 10 ] |
| 28 maggio 2006  | 16 maggio 2011  | Giovanni Soru   | lista civica                       | sindaco | [ 11 ] |
| 15 maggio 2011  | 5 giugno 2016   | Franco Cugusi   | lista civica "Il Mulino"           | sindaco | [ 12 ] |
| 5 giugno 2016   | 11 ottobre 2021 | Gianluigi Serra | lista civica "Insieme per Ulassai" | sindaco | [ 13 ] |
| 11 ottobre 2021 | in carica       | Giovanni Soru   | lista civica "Il cantiere"         | Sindaco | [ 14 ] |

### Gemellaggi
- Castelnuovo di Farfa

## Sport

### Calcio

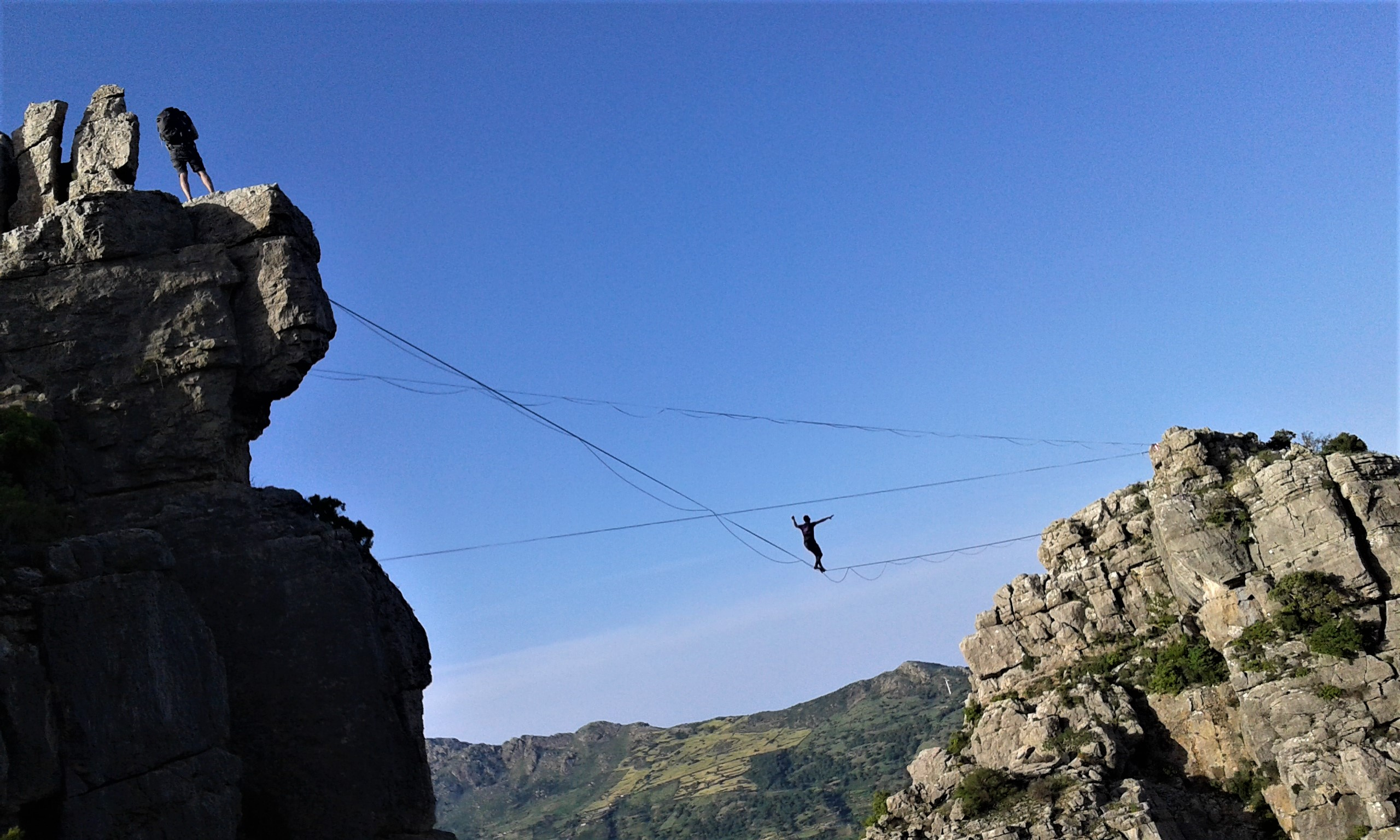
Highline nelle montagne di Ulassai

Il campo sportivo ulassese si chiama "Gedili", uno degli impianti sportivi più alti d'Ogliastra assieme a quelli di Seui ed Arzana.
Ulassai ha diverse associazioni calcistiche nelle diverse categorie:
- L'Associazione Polisportiva Ulassai 1966 nata nel 1966 milita nel girone A sardo di 1ª Categoria, la quale gestisce oltre alla categoria appena indicata, anche le relative categorie connesse ai gironi per bambini e per ragazzi;
- I "Radio Amatori Ulassai".

### Motocross
Il motocross ed enduro ulassese nasce nel 2014, le montagne impervie dei Tacchi soprastanti il paese, consentono un luogo ideale per praticare questo tipo di sport, attraverso questo e la recente associazione anche Ulassai è diventata tappa per tutti gli appassionati con la Motocavalcata dei Tacchi.
- "Associazione Moto Club Ulassai"

### Free climbing e Highline

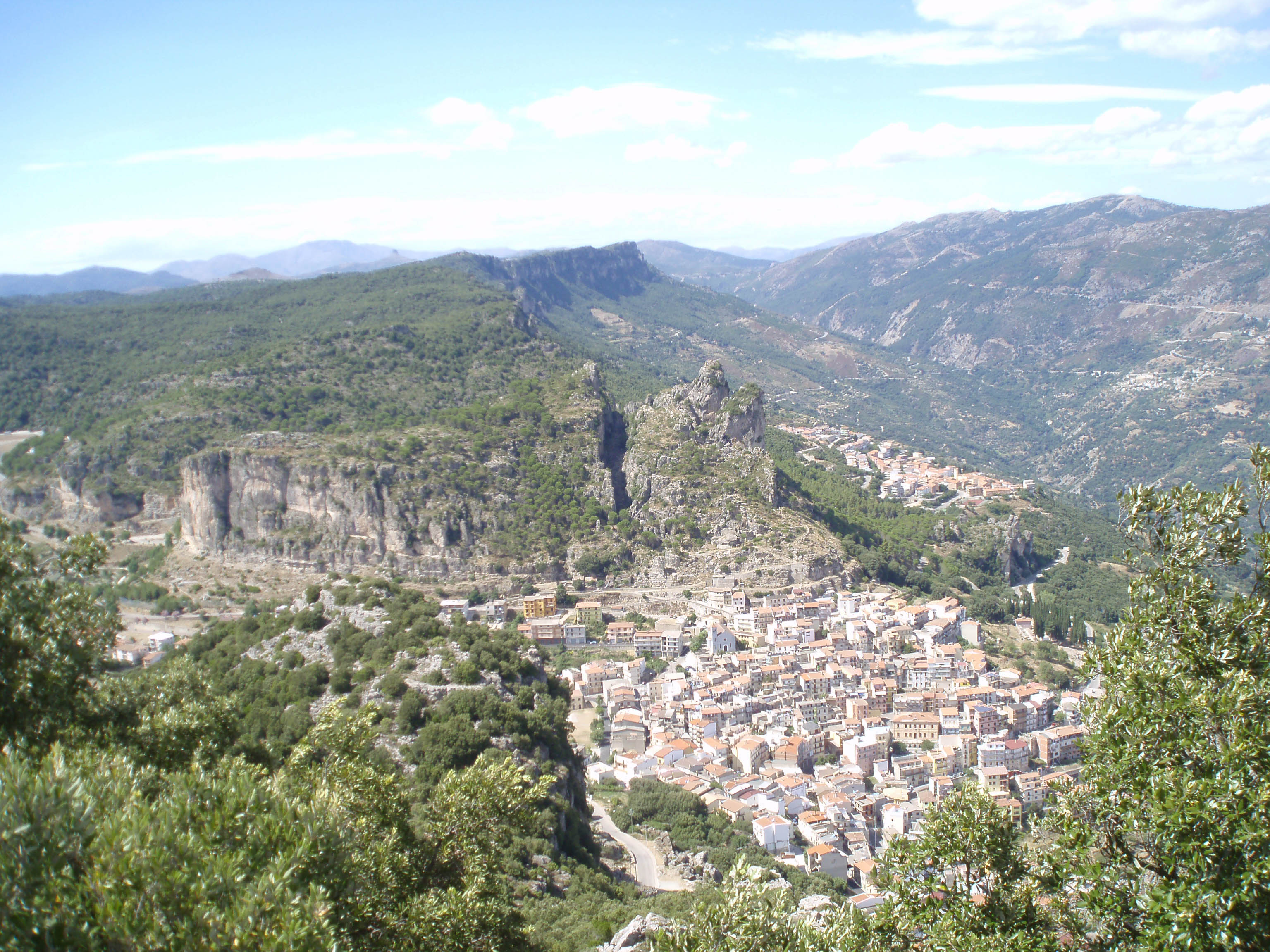
Ulassai visto dal Bruncu Matzeu, la cima più alta del Monte Tisiddu. Il comune è rinomato per le pareti rocciose utilizzate per l'arrampicata sportiva.

Il paese di Ulassai possiede un vero e proprio tesoro rappresentato dalle pareti di roccia che circondano i Tacchi. Esse infatti sono meta ambita dei free climbers provenienti sia dal resto d'Italia che dall'estero. Uno dei più importanti free climbers venuto a chiodare le montagne ulassesi è Maurizio Zanolla. La prima via di arrampiacata sportiva a Ulassai nasce in occasione di Legarsi alla montagna nel 1981. Sulle pareti, che raggiungono i 100 m di altezza, si contano centinaia di vie di arrampicata sportiva attrezzate da importanti scalatori nazionali. Alcune vie chiodate hanno preso il nome di opere significative dell'artista Maria Lai. Sui Tacchi ulassesi, data la quota delle pareti sul livello del mare, è possibile la presenza degli scalatori sin dall'inizio della primavera ad autunno inoltrato, dal 2015 inoltre sul settore del Gola di Sa Tappara, sono state inserite le prime vie di Highline, con lunghezza pari a 40 metri, posizionate ad un'altezza che varia tra gli 85 e i 40 metri dal suolo, per il momento uniche in Sardegna.

### Bike Enduro
Dal 2016 dopo il successo delle arrampicate sportive nasce a Ulassai l'interesse per il Bike Enduro, e nel 2018 si contano nel territorio diversi km di tracciato per professionisti, tanto da attirare l'attenzione di grandi nomi del settore come Lorenzo Suding. Ogni anno insieme all'arrampicata si fa un Festival per promuovere il settore.

### Sport antichi
Gli sport antichi del paese di Ulassai erano s'Istrumpa e sa Murra. il primo è poco praticato al giorno d'oggi, mentre il secondo è ancora forte e vivo soprattutto nei giovani.